# Rachel Matthews
Rachel Lynn Matthews, née le 25 octobre 1993 à Los Angeles, est une actrice américaine. Elle est surtout connue pour son rôle dans les films Happy Birthdead et Happy Birthdead 2 You, réalisés par son oncle Christopher Landon.

## Biographie
Rachel Matthews naît en 1993 à Los Angeles. Elle est la fille aînée de l'actrice Leslie Landon et Brian Matthews.
Et donc la petite-fille de l'acteur Michael Landon. 
Très jeune, elle commence à s'intéresser au métier d'acteur en regardant des films de Shirley Temple. Elle prend des cours de claquettes et de voix, puis intègre un programme de théâtre local à l'âge de 10 ans. Elle étudie ensuite le théâtre à New York. À l'université, Rachel Matthews se lie d'amitié avec l'actrice Camila Mendes, qui devient sa colocataire à son retour à Los Angeles, et avec la musicienne Maggie Rogers ; elles qui figurent toutes deux dans son clip Give a Little. 
En 2017, Matthews fait ses débuts au cinéma dans Happy Death Day, réalisé par son oncle Christopher Landon, en incarnant la présidente de la maison de sororité Danielle Bouseman. Elle tient à nouveau ce rôle dans la suite du film, Happy Birthdead 2 You, sortie en 2019. Cette même année, Matthews est choisie pour incarner le voleur méchant Magpie dans la série télévisée Batwoman. Elle a également un petit rôle dans la série Looking for Alaska et prête sa voix à un personnage dans Frozen II .

## Filmographie

### Cinéma
| Année | Titre                 | Rôle              | Remarques |
| ----- | --------------------- | ----------------- | --------- |
| 2017  | Happy Birthdead       | Danielle Bouseman |           |
| 2019  | Happy Birthdead 2 You | Danielle Bouseman |           |
| 2019  | Ms. White Light       | Infirmière Landon |           |
| 2019  | Frozen II             | Honeymaren        | Voix      |
| 2023  | The Duel              | Abbie             |           |

### Télévision
| Année | Titre              | Rôle                 | Remarques            |
| ----- | ------------------ | -------------------- | -------------------- |
| 2019  | Batwoman           | Margot Pyle / Magpie | Épisode "Qui es-tu?" |
| 2019  | Looking for Alaska | Fiona                | Trois épisodes       |